# IL Hødd
Idrottslaget Hødd este un club sportiv din Ulsteinvik, Møre og Romsdal, Norvegia. Fondat în 1919, el are secții de handbal, gimnastică și fotbal. Mai mult e cunoscut pentru echipa sa de fotbal masculin, care joacă pe Høddvoll Stadion, arenă cu o capacitate de 5000 de locuri, deși aici au fost și meciuri cu 12000 de spectatori(meci cu Vålerenga în 1981). 
 Hødd în prezent joacă în Adeccoligaen, a doua ligă valorică norvegiană. Echipa deține și un record în acest sens - este clubul ce a jucat cel mai mult timp în eșalonul fotbalistic secund din Norvegia. Totuși, ea a fost prezentă și în liga superioară în 1966, 1969–1972 (4 sezoane) și 1995. Hødd este câștigătoarea Cupei Norvegiei în 2012.

## Palmares
- Cupa Norvegiei la fotbal:
  - Câștigătoare (1): Cupa Norvegiei 2012

### Istorie recentă
| Sezon                 |    | Poz. | Pl. | W  | D  | L  | GS | GA | P  | Cupa        | Note                        |
| --------------------- | -- | ---- | --- | -- | -- | -- | -- | -- | -- | ----------- | --------------------------- |
| 2001                  | D1 | 11   | 30  | 9  | 8  | 13 | 50 | 51 | 35 | Last 16     |                             |
| 2002                  | D1 | 7    | 30  | 16 | 4  | 10 | 50 | 41 | 52 | Last 16     |                             |
| 2003                  | D1 | 11   | 30  | 9  | 8  | 13 | 51 | 54 | 35 | 3rd round   |                             |
| 2004                  | D1 | 6    | 30  | 14 | 2  | 14 | 63 | 59 | 44 | 3rd round   |                             |
| 2005                  | D1 | 9    | 10  | 7  | 13 | 37 | 53 | 54 | 37 | 3rd round   |                             |
| 2006                  | AL | 16   | 30  | 4  | 7  | 19 | 29 | 61 | 19 | 2nd round   | Retrogradată în 2. Division |
| 2007                  | D2 | ▲ 1  | 26  | 18 | 3  | 5  | 77 | 30 | 57 | Prima rundă | Promovată în Adeccoligaen   |
| 2008                  | AL | 16   | 30  | 2  | 8  | 20 | 29 | 76 | 14 | 3rd round   | Retrogradată în 2. Division |
| 2009                  | D2 | 2    | 26  | 14 | 4  | 8  | 69 | 44 | 46 | 2nd round   |                             |
| 2010                  | D2 | ▲ 1  | 26  | 18 | 6  | 2  | 81 | 23 | 60 | 1st round   | Promovată în Adeccoligaen   |
| 2011                  | AL | 8    | 30  | 13 | 7  | 10 | 54 | 42 | 46 | 3rd round   |                             |
| 2012                  | AL | 12   | 30  | 10 | 5  | 15 | 43 | 52 | 35 | Winner      |                             |
| 2013 (în desfășurare) | AL | 8    | 18  | 8  | 3  | 7  | 21 | 18 | 27 | 3rd round   |                             |

### Competițiile europene
| Sezon     | Competiție         | Runda                | Adversar | Acasă | Deplasare | Scor general |
| --------- | ------------------ | -------------------- | -------- | ----- | --------- | ------------ |
| 2013–2014 | UEFA Europa League | Turul doi preliminar | Aktobe   | 1–0   | 0–2       | 1–2          |

### Lotul actual
La 27 iulie 2013.
| Nr. |          | Poziție | Jucător                                     |
| --- | -------- | ------- | ------------------------------------------- |
| 1   | Norvegia | P       | Andreas Lie (împrumutat de la Aalesunds FK) |
| 2   | Norvegia | F       | Steffen Moltu                               |
| 3   | Norvegia | F       | Victor Grodås                               |
| 4   | Finlanda | F       | Jesper Törnqvist                            |
| 6   | Norvegia | M       | Tobias Nygård Vibe                          |
| 7   | Norvegia | M       | Erik Sandal                                 |
| 8   | Norvegia | M       | Pål André Helland                           |
| 9   | Norvegia | A       | Espen Standal                               |
| 10  | Norvegia | A       | Joachim Magnussen                           |
| 11  | Norvegia | A       | Rune Ertsås                                 |
| 13  | Norvegia | F       | Ruben Kenneth Brandal                       |
| 15  | Norvegia | M       | Bendik Torset                               |
| 16  | Norvegia | M       | Sivert Heltne Nilsen                        |
| 17  | Croația  | A       | Franjo Tepurić                              |

| Nr. |          | Poziție | Jucător              |
| --- | -------- | ------- | -------------------- |
| 18  | Norvegia | M       | Andreas Rekdal       |
| 19  | Norvegia | A       | Vegard Heltne        |
| 20  | Norvegia | A       | Robin Hjelmeseth     |
| 21  | Norvegia | M       | Eirik Heltne         |
| 22  | Norvegia | M       | Fredrik Aursnes      |
| 24  | Nigeria  | F       | Akeem Latifu         |
| 25  | Norvegia | P       | Jan Lennart Urke     |
| 26  | Norvegia | P       | Ole Monrad Alme      |
| 27  | Norvegia | F       | Pål Skeide           |
| 28  | Norvegia | M       | Henrik Grimstad      |
| 29  | Norvegia | A       | Benjamin Mork Kleppe |
| 30  | Norvegia | M       | Nils-Erik Engen      |
| 31  | Norvegia | F       | Mathias Grimstad     |
|     | Norvegia | M       | Martin Haanes        |

1. ↑  „Norsk & Internasjonal Fotballstatistikk” (în Norwegian).
2. ↑  „A-laget spelarar” (în Norwegian). IL Hødd. Arhivat din original la 1 aprilie 2015. Accesat în 4 decembrie 2012.